# エンジェル・ボリス
エンジェル・ボリス（Angel Boris、1974年8月2日 - ）はアメリカ合衆国のモデル。アメリカ合衆国フロリダ州フォートローダーデール出身。

## 出演作品
ビバリーヒルズ青春白書 (エマ役)